# Bisrat Ghebremeskel
Bisrat Ghebremeskel, née le 27 août 1998, est une cycliste érythréenne. Elle a notamment été championne d'Afrique à plusieurs reprises.

## Palmarès
- 2016
  - 3e du championnat d'Érythrée sur route
- 2017
  -  Championne d'Afrique du contre-la-montre par équipes (avec Wehazit Kidane, Mossana Debesay et Wegaheta Gebrihiwt)
  - 3e du championnat d'Érythrée sur route
- 2018
  -  Médaillée d'argent du championnat d'Afrique du contre-la-montre par équipes
  -  Championne d'Afrique sur route
- 2021
  -  Championne d'Érythrée sur route